# 华南木姜子

华南木姜子（学名：Litsea greenmaniana），为樟科木姜子属下的一个种。